# Qendër Bulgarec
Qendër Bulgarec é uma comuna (em albanês:  komuna) da Albânia localizada no distrito de Korçë, prefeitura de Korçë.